# Bystřice (district de Frýdek-Místek)
Pour les articles homonymes, voir Bystřice.
Bystřice (en polonais : Bystrzyca ; en allemand : Bistritz) est une commune du district de Frýdek-Místek, dans la région de Moravie-Silésie, en République tchèque. Sa population s'élevait à 5 266 habitants en 2024.

## Géographie
Bystřice est arrosée par la rivière Olše et se trouve près de la frontière avec la Pologne, à 6 km au sud-est de Třinec, à 26 km à l'est-sud-est de Frýdek-Místek, à 39 km au sud-est d'Ostrava et à 312 km à l'est-sud-est de Prague.
La commune est limitée par Vendryně à l'ouest et au nord, par Nýdek à l'est et par Hrádek au sud.

## Histoire
La première mention écrite du village date de 1423.

## Patrimoine

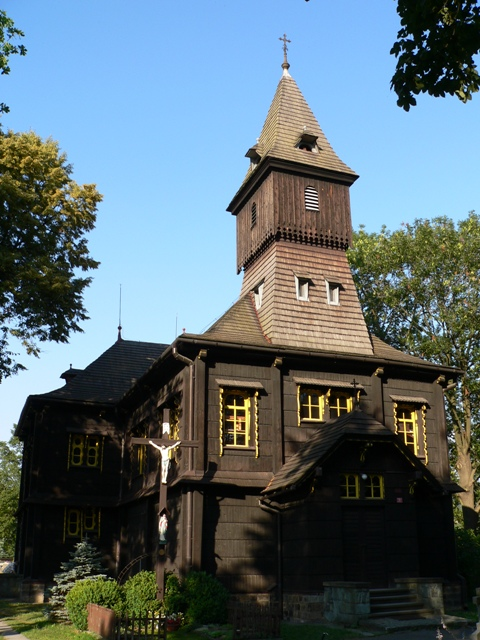
L'église catholique.
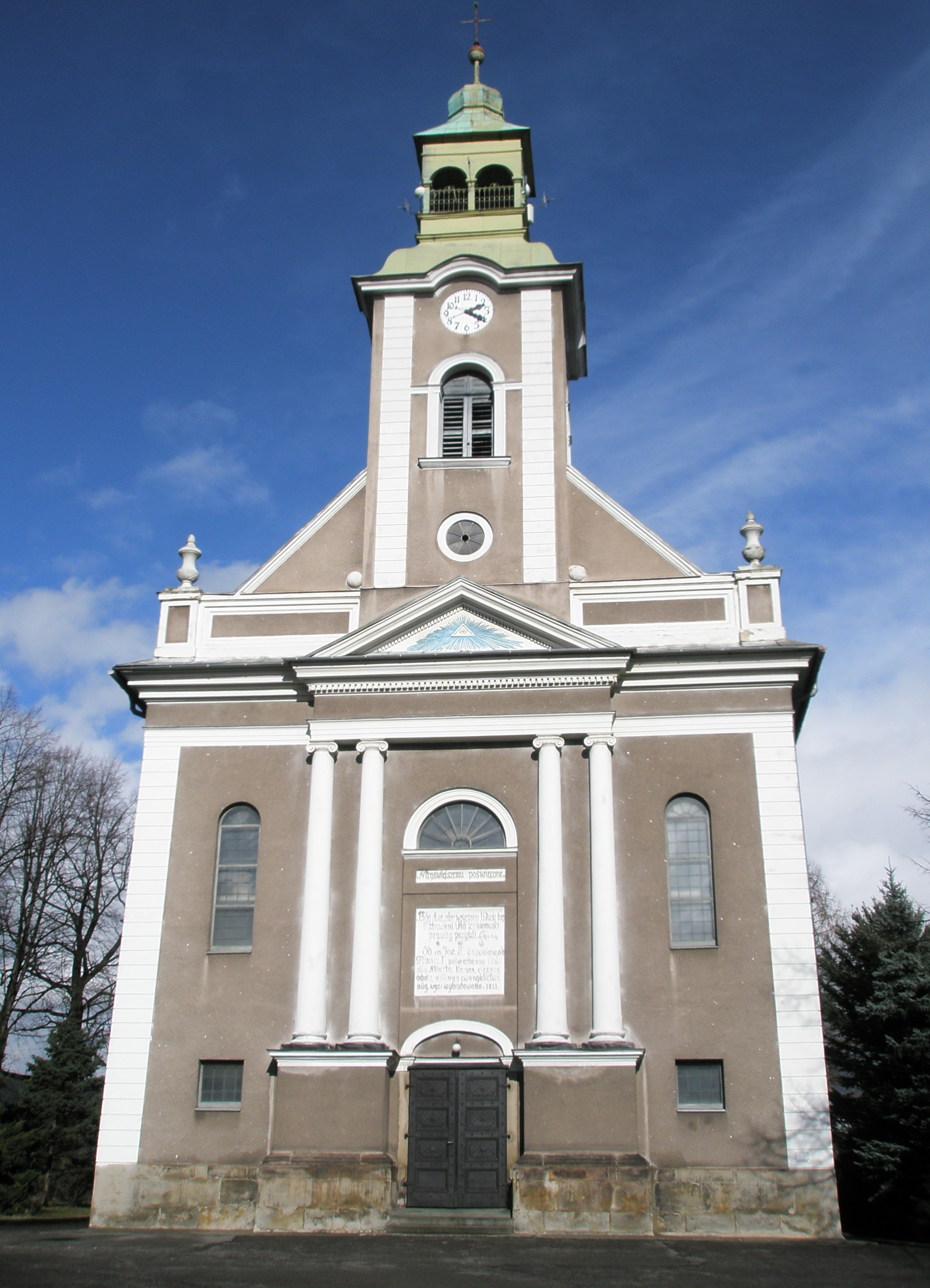
L'église évangélique.

## Transports
Par la route, Bystřice se trouve à 6 km de Třinec, à 31 km de Frýdek-Místek, à 52 km d'Ostrava et à 383 km de Prague.

## Jumelages
- Pińczów (Pologne)
- Svodín (Slovaquie)
- Tata (Hongrie)